# Allerton, Illinois
Allerton là một làng thuộc quận Vermilion, tiểu bang Illinois, Hoa Kỳ. Năm 2010, dân số của làng này là 291 người.

## Dân số
Dân số qua các năm:
- Năm 2000: 293 người.
- Năm 2010: 291 người.